# アワ
アワ（粟、学名：Setaria italica）は、イネ科エノコログサ属の多年草。雑穀類。五穀の一つに数えられる。

## 特徴
東アジア原産。栽培種の分布がユーラシア大陸全域に拡がっているが、比較的明瞭な2つのグループ(東アジアタイプ，東南アジアタイプ)に分けられ、中国が原産地の1つである事は疑い無いが全ての栽培品種の祖先か或は東南アジアに於いて別個に栽培化されたかは議論が分かれる。
草丈は150センチメートル前後。穂は黄色に熟し、たれさがる。寒冷地の春アワと、温暖地の夏アワに生態が分かれている。温暖で乾燥した風土を好み、生育期間が3 - 5ヶ月と短いために、高地や高緯度地域でも栽培することができる。栽培地域は広いが、多湿を嫌う。
祖先野生種は、エノコログサを原種とするといわれ、エノコログサとの交雑もよくおこる。体細胞染色体数は2n=18の二倍体であり、C4植物でもある。
一般に5月から6月頃に種をまき、9月下旬から10月頃が収穫の時期である。品種の細分化が進んでいるため、耕作地に適した種子と栽培法が必要となる。求肥性が強く連作を嫌うため、豆類、根菜類との輪作や、麦の間作や後作などによって、連作障害が避けられている。

## 種類
アワには大穂種（大アワ）と小穂種（小アワ）がある。また、ウルチ種（ウル、粳）とモチ種（モチ、糯）がある。また、収穫の時期から夏アワ、秋アワなどの品種に分けられる。穂型では、円筒型、棍棒型、円錐型、猿手型、猫足型などに分類される。
穀粒の色分け区分としては、橙アワ、黄アワ、赤アワ、灰アワ、黒アワ、白アワがあり、中でも白アワが多いとみられている。

## 利用
穀物として粉食および、粒食される。古くから、アジア、インド、ヨーロッパなどで栽培されており、有史以前にアジア、ヨーロッパ、アフリカの各地に伝播した。日本では、古代より主食にされていたとみられている。

### 中国大陸

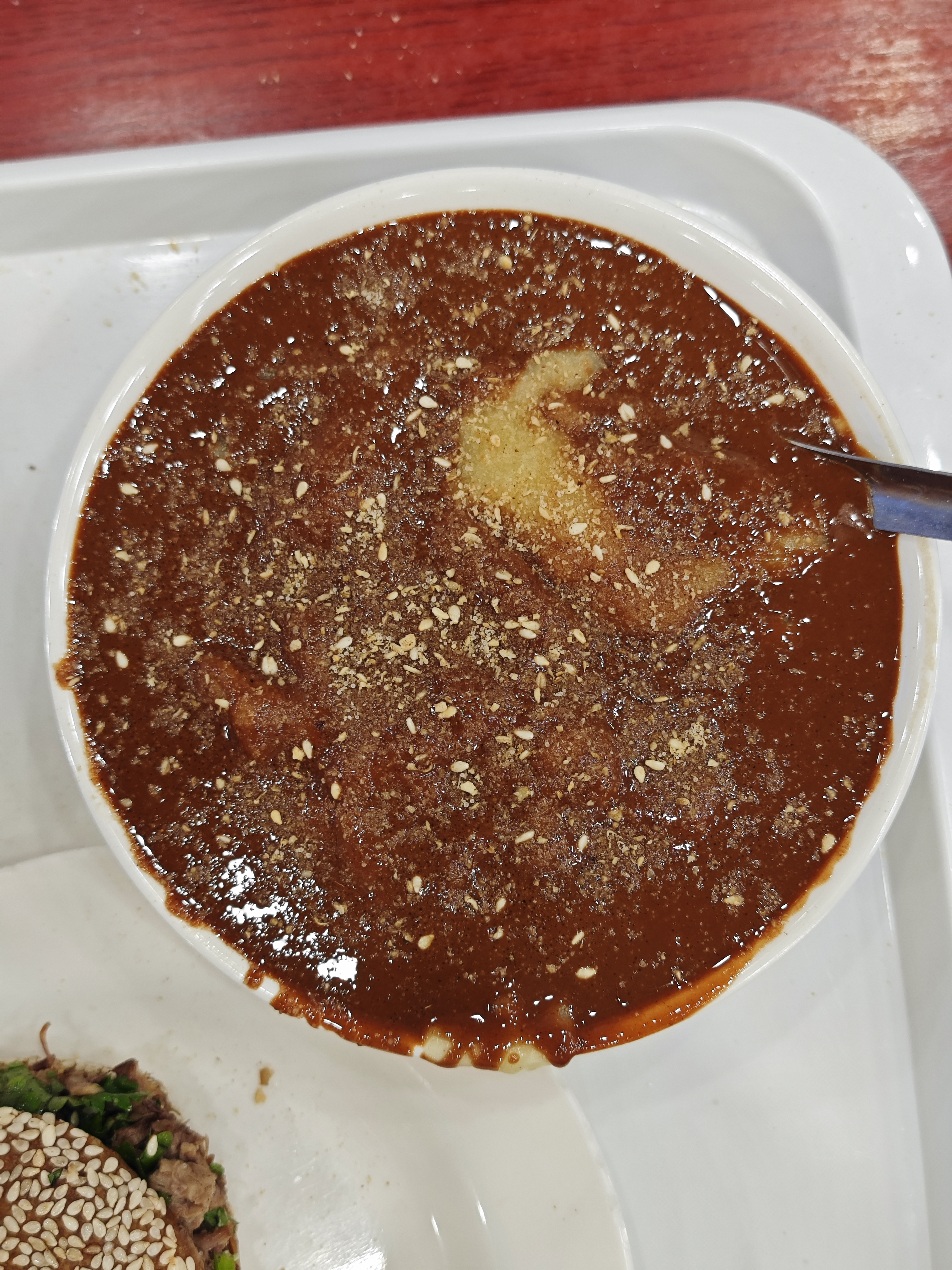
粟粥にゴマペーストをかけた面茶

中国大陸では紀元前5650年頃には黄河下流域の磁山文化、遼河流域の興隆窪文化でアワの栽培が行われていた。古代中国大陸の草本書『食物本草』によれば、「味は塩辛く、性質は少し寒で毒はない。肝臓の働きを良くし、脾臓や胃の熱を去り、気を増す。」とある。
中国の華北・中原において、黄河文明以来の主食は専らアワ（粟米、谷子）であり、「米」という漢字も本来はアワを示す文字であったといわれている。また、隋唐で採用された税制である租庸調においても、穀物を納付する「租」はアワで納付されるのが原則（本色）であった。
これに対して、華南では稲米は周から栽培が盛んになった。
中華人民共和国青海省民和回族トゥ族自治県の喇家遺跡では、およそ4000年前のアワで作った麺が見つかっており、現在、世界最古の麺といわれている。だが、連作や二毛作を行うと、地力を損ないやすいことや、西域から小麦が伝わってきたこととも相まって、次第に主食の地位から転落することになった。しかし、現在でも中国ではアワ粥などにして、アワを食べる機会は多い。また、「鉄絲麺」という、最古の麺と同じような麺類を作る地方もある。

### 日本

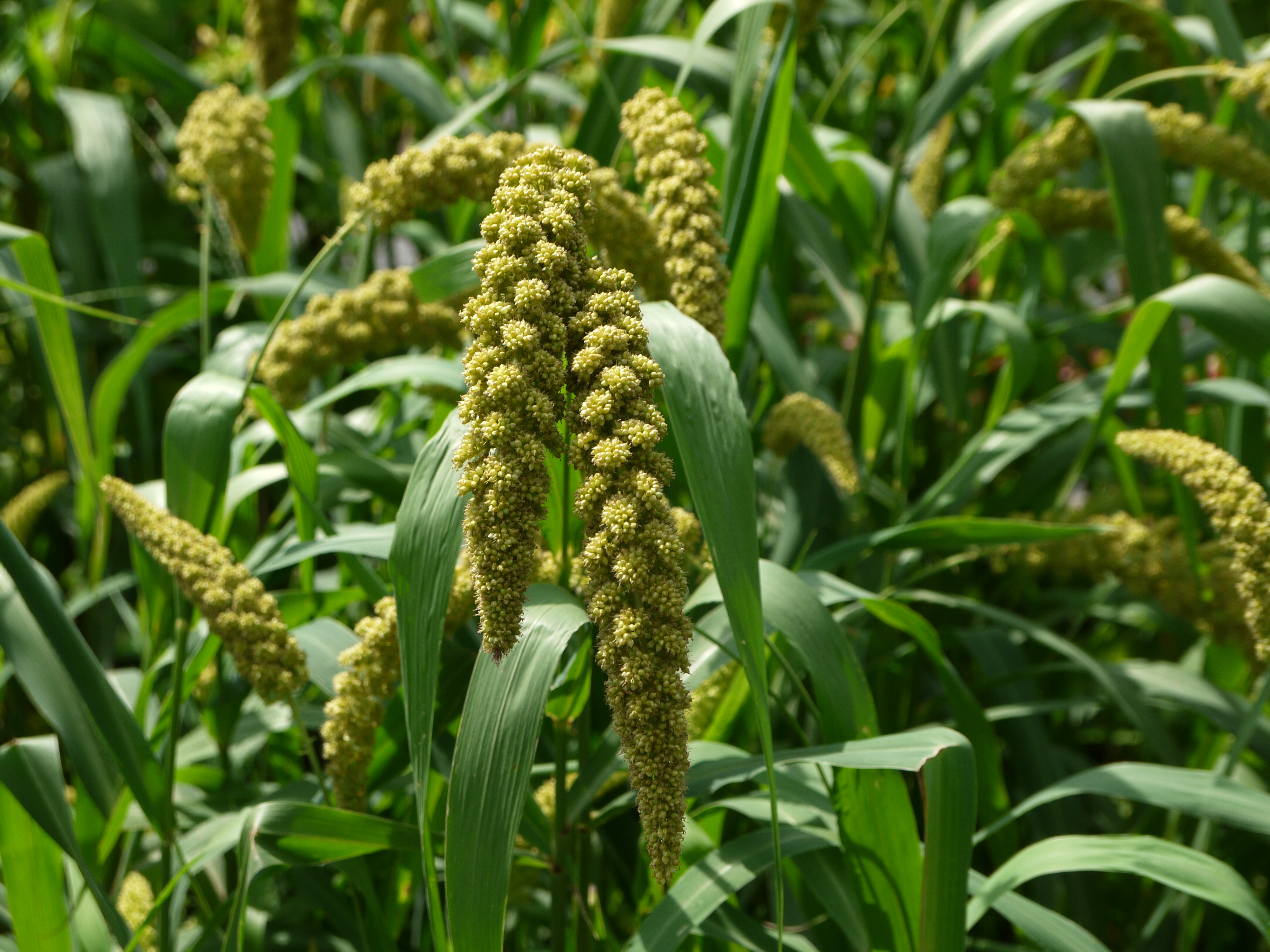
もちアワ

日本へはイネより早く伝来し、縄文時代には栽培されていたことが確認されており、日本最古の穀類作物とされている。日本国内の主産地は、長野県と関東地方、岩手県などの東北地方、岐阜県などの東海地方である。
アワは、ヒエ・麦・豆（ダイズ、アズキ）・イネと並んで、神代史上にも記録されている日本古来の五穀である。新嘗祭の供物としても米とともにアワが用いられ、養老律令にも義倉にアワを備蓄するように定められており、『清良記』などの農書にもアワについての解説が詳細に載せられているなど、古くから、ヒエとともに重要な食料作物だった。
だが、第二次世界大戦後には生産量が激減した。日本でもかつては粥にして食べていたが、現在は、米に混ぜて炊いたり、アワおこしとしたりするほか、クチナシで黄色に染めて酢じめしたコハダなどの青魚とあわせたアワ漬を正月料理として食べる程度である。また、主食用であったうるちアワよりも、菓子や餅（アワ団子や粟餅など）、酒などの原料として用いられてきたもちアワの方が多く栽培されている。家畜、家禽、ペットの飼料としての用途の方が多い。
日常食卓のアワ飯は、アワを5、6回とぎ洗いして一晩浸水したあとに、1.6倍量の水と少量の塩で炊飯する。米と混炊するときは、アワの分量を1 - 2割ほど混ぜて炊飯することで、キビほどのくどさのない雑穀のコクが加わる。餅作り、パン作り、和菓子作りのほか、生麩を入れて惣菜作りに向く。低カロリーで腹持ちが悪いというアワの特性は、和風の餅菓子作りで活躍し、餅菓子に使う米粉にアワを混ぜ込むことで胃にもたれなくなる。これは、パンや米飯に混ぜ込んでも同様である。食べ合わせでは、熱性の肉類が多く出る食卓において、寒性のアワとの相性が良いとされる。

## 栄養価
糖質70%、タンパク質10%を含み、ビタミンB群を含む。鉄、その他のミネラルや食物繊維も豊富なため、五穀米などにして食べる方法が見直されている。米に比べ、タンパク質や脂肪に富み、炭水化物が低いので、ダイエットに役立つ食品である。

## 文化

### ことわざ
- 濡れ手で粟 - ぬれた手でアワをつかめば、アワ粒がごっそり手についてくる。転じて労せずに多大な利益を得ること。
- 肌に粟が生じる - 鳥肌が立つことをアワにたとえた表現（コトバンク）。

### 喩えとしての表現
小さいものの喩え・表現として、「粟」の字を用いる場合がみられる。『平家物語』（高野本）では、日本自体を「さすが我朝は粟散（ぞくさん）辺地の境」と記し、『太平記』でも、「いわんや粟散国の主として、この大内を造られたる事」とし、自国が中国やインドなどの大国と比べて、アワ粒を散らしたような小国である（中華思想とは逆の辺境国）と自覚して記述している例がある。軍記物以外にも神道書『神道集』「諏訪縁起の事（甲賀三郎）」においても、神武以来～とした上で同様の表現が見られる。

### 家紋
「粟紋」が見られる（「家紋の一覧」を参照）。